# Imamura Natsuko
Imamura Natsuko  (japanisch 今村 夏子; * 20. Februar 1980, Hiroshima) ist eine japanische Schriftstellerin und die Akutagawa-Preisträgerin von 2019.

## Biographischer Hintergrund
Nach ihrem Abschluss an der Universität Ȏsaka habe sie, wie die Legende besagt, als Reinigungskraft mehrmals die Stellen gewechselt – bis man ihr einmal mitteilte, sie solle am kommenden Tag freinehmen. In diesem Augenblick habe sie die Idee gehabt, einen Roman zu scheiben.

## Debüt und Publikationen
Imamura hatte ihr Debüt zu Beginn der 2010er Jahre. Ihre erste Veröffentlichung war der Text Atarashii musume (あたらしい娘, Das neue Mädchen), der entstand, während sie einer Teilzeitarbeit nachging. Atarashii musume erhielt 2010 den 26. Dazai-Osamu-Preis und erschien zusammen mit der Erzählung Pikunikku (Picknick) in einer Ausgabe unter dem Titel Kochira Amiko (こちらあみ子, Amiko hier) für die Imamura 2011 mit dem 24. Mishima-Preis ausgezeichnet wurde. Anlässlich des 2016 erschienenen Buchs Ahiru (あひる, Die Ente) wurde die Autorin für den 155. Akutagawa-Preis vorgeschlagen, der dann jedoch an Murata Sayaka ging.
Im Jahr 2017 bekam sie für Hoshi no ko (星の子, Sternenkind), ein Werk über eine Schülerin aus einer zunehmend in eine neureligiöse Vereinigung (shin shukyȏ) involvierte Familie, den 39. Noma-Literaturpreis für Debütanten zugesprochen. Der Text wurde für den 156. Akutagawa-Preis nominiert, den allerdings Numata Shinsuke bekam. Mit der Erzählung Murasaki no sukaato no onna (むらさきのスカートの女, Die Frau im lila Rock) reüssierte sie im Jahr 2019 endlich bei der Auswahl zum Akutagawa-Preis (der 161.) und rückte in die Ränge der dergestalt Bepreisten auf.
Ihre Texte sind in Anthologien enthalten und sie verfasste ebenfalls Essays. Kochira Amiko wurde 2022 verfilmt. Die Autorin lebt mit Mann und Tochter in Ȏsaka.

## Zum Text Die Frau im lila Rock
Imamuras „Frau im lila Rock“ schildert die harten Existenzbedingungen von Jobberinnen im Hotelbetrieb, d. h. Prekariatsarbeit mit langen Schichten, Überstunden, schlechter Bezahlung, mangelnden Entfaltungsmöglichkeiten, Gruppenzwang und Machtmissbrauch (power harassment). Während der Text in die Nähe der japanischen Prekariatsliteratur (akute Geldnot, Thema Mietschulden, Leben im Manga-Café) rückt, zeigt er sich zum einen als satirische Anleitung zur Sabotage toxischer Arbeitsstrukturen, zum anderen als literarische Repräsentation diverser Problematiken in zwischenmenschlichen Beziehungen, wie sie für das Japan der Gegenwart typisch sind – nicht zuletzt der Anonymität und Verletzlichkeit alleinstehender Frauen.
Der Text bietet Lesarten als Prekariatsliteratur mit Bezug zur Hotelbranche (eine Selbstreferenz Imamuras), als Stalkerroman, als Drama weiblicher Eifersucht und als Erzählung über urbane Einsamkeit. Hervorzuheben ist gleitende Wechsel der Szenen vom Realen zum Hyperrealen, vom Bedrückenden zum Grotesken. Der besondere Reiz des Romans stellt seine subversive Sprechweise dar.

## Auszeichnungen
- 2010: 26. Dazai-Osamu-Preis
- 2011: 24. Mishima-Preis
- 2017: 5. Kawai Hayao Story-Preis
- 2017: 39. Noma-Literaturpreis für Debutanten
- 2019: 161. Akutagawa-Preis (1. Jahreshälfte)

## Ausgewählte Werke
- Kochira Amiko (こちらあみ子), Chikuma Shobō, 2011, ISBN 978-4-480-80430-3
- Ahiru (あひる), Shoshi Kankanbo, 2016, ISBN 978-4-86385-241-9
- Hoshi no ko (星の子), Asahi Shimbun Shuppan, 2017, ISBN 978-4-02-251474-5
- Murasaki no sukâto no onna (むらさきのスカートの女), Asahi Shimbun Shuppan, 2019, ISBN 978-4-02-251612-1

## Übersetzung
- Die Frau im lila Rock. Aus dem Japanischen von Katja Busson. Penguin Verlag, München 2025, ISBN 978-3-442-774-869